# Leptacis terricola
Leptacis terricola är en stekelart som beskrevs av Lubomir Masner 1960. Leptacis terricola ingår i släktet Leptacis och familjen gallmyggesteklar. Inga underarter finns listade i Catalogue of Life.